# Ooctonus sevae
Ooctonus sevae är en stekelart som beskrevs av Jean Risbec 1955. Ooctonus sevae ingår i släktet Ooctonus och familjen dvärgsteklar.
Artens utbredningsområde är Madagaskar. Inga underarter finns listade i Catalogue of Life.